# Nubl (nahija)
Nahija Nubl (ar. ناحية نبل) je nahija u okrugu Azaz, u sirijskoj pokrajini Alep. Površina nahije je 174,79 km2. Po popisu iz 2004. (prije rata), nahija je imala 51.948 stanovnika. Administrativno sjedište je u naselju Nubl.